# Parti de la liberté et du progrès (unitaire)
Pour les articles homonymes, voir Parti de la liberté et du progrès.
Le Parti de la liberté et du progrès (PLP) (en néerlandais : Partij voor Vrijheid en Vooruitgang, PVV) est un ancien parti politique belge unitaire créé le 8 octobre 1961, à la suite de la crise congolaise. Le PLP s’est constitué comme le successeur du Parti libéral.
Il se scinde en 1972 en une aile wallonne, le Parti de la liberté et du progrès (PLP), et une aile flamande, le Partij voor Vrijheid en Vooruitgang (PVV).

## Président
- 1961 : Omer Vanaudenhove

## Résultats électoraux

### Parlement national

#### Chambre des Représentants
| Année | Voix      | %     | Sièges   | Participation gouvernementale      |
| ----- | --------- | ----- | -------- | ---------------------------------- |
| 1965  | 1 119 991 | 21,61 | 48 / 212 | Opposition puis Vanden Boeynants I |
| 1968  | 1 080 894 | 20,87 | 47 / 212 | Opposition                         |

### Biographie
- Paul Wynants, « Le libéralisme francophone du PLP au MR : I. 1961-1999 », Courrier hebdomadaire du CRISP, nos 2092-2093,‎ 2011/7-8, p. 5-77 (DOI 10.3917/cris.2092.0005, lire en ligne, consulté le 2 février 2022).